# Велмар-Янкович, Светлана
Светлана Велмар-Янкович (серб. Светлана Велмар-Јанковић, 1 февраля 1933, Белград, Королевство Югославия — 9 апреля 2014, Белград, Республика Сербия) — сербская писательница, драматург.

## Биография
Из семьи интеллектуалов. Отец, писатель Владимир Велмар-Янкович, член правительства национального спасения при немецкой военной администрации в Сербии (заместитель министра культуры и религии), покинул страну в сентябре 1944 года, жил в Италии и Испании, погиб в автомобильной катастрофе. Закончила женскую гимназию в Белграде. На втором курсе университета занялась журналистикой. С 1959 года работала в издательстве Просвещение. С 1989 года занималась исключительно литературным трудом.

## Личная жизнь
Её первым мужем был журналист Миодраг Протич. В браке у них родился сын Джордже. Её вторым мужем был историк литературы Зарко Рошуль.

## Избранные произведения

### Романы
- Шрам/ Ožiljak (1956)
- Темница/ Lagum (1990, телефильм 1998)
- Бездна/ Bezdno (1995)
- Нигдейя/ Nigdina (2000)
- Prozraci, автобиографический роман (2003)
- Vostanije (2004)

### Рассказы
- Дорчол/ Dorcol (1981)
- Vracar (1994)
- Glasovi (1997)

### Пьесы
- Князь Михайло/ Knez Mihailo (1994, телефильм 1998)
- Жезл/ Žezlo (2001)

### Эссе
- Savremenici (1968)
- Ukletnici (1993)
- Izabranici (2005)

## Признание
Премии Иво Андрича, Меши Селимовича, премия Национальной библиотеки Сербии за самую популярную книгу года (1992), премия журнала НИН за лучший роман года (1995) и др. Член Сербской академии наук и искусств (2009). Кавалер ордена Почётного легиона
Проза переведена на многие языки, включая корейский.